# Sauðafellsmúlar
Sauðafellsmúlar är en kulle i republiken Island. Den ligger i regionen Norðurland eystra, 300 km nordost om huvudstaden Reykjavík. Toppen på Sauðafellsmúlar är 529 meter över havet, eller 208 meter över den omgivande terrängen. Bredden vid basen är 10,0 km.
Trakten runt Sauðafellsmúlar är nära nog obefolkad, med mindre än två invånare per kvadratkilometer. Det finns inga samhällen i närheten. Trakten runt Sauðafellsmúlar består i huvudsak av gräsmarker.